# رفعت جرانة
رفعت جرانة (29 يناير 1929 - 2 أبريل 2017) هو قائد أوركسترا وملحن مصري.

## حياته ونشاته
ولد بالقاهرة في 29 يناير 1929، بدأ دراسته للموسيقى وهو في الثانية عشرة من عمره، وواصل دراسته للموسيقي بجانب دراسته العادية، كما درس التأليف الموسيقي وتعلم البيانو بمعهد فيفا، وكان يعزف الترومبيت في أوركسترا الهواة بمعهد الموسيقي. التحق بالمعهد العالي للموسيقي المسرحية سنة 1944 وتخرج فيها سنة 1948 من قسم الآلات، ثم عمل كعازف ترومبيت بالفرق المسرحية المختلفة.

## مسيرته
عمل كعازف ترومبيت بالفرق المسرحية المختلفة وفي عام 1952 عين مدرسا للموسيقي بوزارة المعارف وفي نفس الوقت عمل بأوركسترا الإذاعة المصرية حيث سجل له عدد من المقطوعات الموسيقية القصيرة التي لا تزيد مدة كل منها على أربع دقائق، وقد دفعه هذا إلى دراسة التأليف الموسيقي لمدة عشر سنوات فاكتسب خبرة كبيرة في الكتابة للآلات المختلفة، وفي عام 1959 ألف رفعت جرانه سيمفونيته الأولي.
عين في سنة 1962 قائداً لاوركسترا فرقة القاهرة الاستعراضية، وفي نفس الوقت واصل دراسته لعلوم التأليف الموسيقي وبدأ جرانه يكتب مؤلفاته معتمدا علي التراث الشعبي والديني في بلاده مع اهتمامه الواضح بالموسيقي، وفي نفس الوقت كتب الموسيقى لبعض الأفلام التسجيلية مثل فيلم "أمواج".
كتب جرانه سيمفونية "23 يوليو"، وسجلها أوركسترا التليفزيون المصري تحت قيادته عام 1962 ثم كتب السيمفونية العربية وجمع فيها ألحانا شعبية من مصر وبعض البلاد العربية وجمعها في عمل موسيقي كبير مجسدا بذلك فكرة الوحدة العربية التي كانت مطروحة على الساحة السياسية بقوة في ذلك الوقت، وفي عام 1963 كتب سيمفونية أسماها "السيمفونية الخيالية" ولكنها لم تقدم للآن، وفي عام 1964 قدم تجربة جديدة علي الموسيقي العربية حيث عزف له أوركسترا القاهرة السيمفوني في الثالث عشر من يونيو 1964 مؤلفة "متتالية الصور" لأول مرة، وقد مثل مصر في عدة مؤتمرات ومهرجانات دولية.

## أعماله
- سيمفونية "23 يوليو" 1962
- "السيمفونية الخيالية" 1963
- "متتالية الصور" 1964
- بورسعيد 1966
- النيل 1972*
- "بلدي" 1970.

## جوائز
حصل على جائزة الدولة التشجيعية في الفنون من المجلس الأعلى لرعاية الفنون والآداب والعلوم الاجتماعية عام 1966.

## وفاته
توفي رفعت جرانه في 7 أبريل 1961.

## وصلات خارجية
رفعت جرانة على موقع ديسكوغز (الإنجليزية)